# Подгайский, Анатолий Сергеевич
 Анатолий Сергеевич Подгайский  (бел. Анатоль Сяргеевіч Падгайскі) (27 августа 1946, Снов, Несвижский район, БССР, СССР— июль 1982, Минск, БССР, СССР) — советский белорусский эстрадный певец (лирический баритон). Заслуженный артист БССР.

## Биография
Анатолий Сергеевич родился 27 августа 1946 года в деревне Снов, Несвижского района. В семье будущего певца все отличались хорошими голосами. После окончания школы поступил в Белорусскую государственную консерваторию в Минске, которую успешно окончил. С 1972 года являлся солистом концертно-эстрадного оркестра Гостелерадио, а с 1974 года стал солистом Белорусского телевидения и радио. Голос певца приятный бархатный баритон. У Анатолия Сергеевича был солидный репертуар эстрадных, патриотических и народных песен. Исполнял песни таких известных белорусских композиторов как Евгения Глебова, Игоря Лученка, Анатолия Богатырева. Исполнял песни как солист, так и вместе с другими певцами, например с Натальей Гайдой. Гастролировал по СССР и за рубежом, в том числе и на Кубе. С композитором Лученком у певца сложились не только творческие, но и дружеские отношения.
Подгайский имел обаятельную и мужественную внешность и очень нравился женщинам, но был верен свой жене Алле. Характер Анатолия Сергеевича был непростым. Он не боялся говорить правду в лицо, не думая о последствиях. Во время перелёта на гастроли один из высокопоставленных партийных чиновников летевший в самолёте вместе с Подгайским небрежно ему сказал: «спой, раз ты певец». На что Анатолий Сергеевич отказал ему. После этого певцу на некоторое время «перекрыли» выступления и записи на радио. Одной из последних его работ, которую он так и не успел завершить, было участие в телевизионной версии оперы композитора Анатолия Богатырева «В пущах Полесья».

## Гибель
Анатолий Сергеевич Подгайский был убит сотрудниками милиции в июле 1982 года при следующих обстоятельствах.
Из воспоминаний народного артиста СССР Игоря Лученка: 

Погиб Толя трагически. А было вот что. Поздно вечером вместе с композитором Володей Будником Толя возвращался из воинской части, в которой давали шефский концерт. Конечно, гостеприимные военные накрыли стол и щедро угостили артистов. Толя вышел из машины недалеко от Дома офицеров, возле танка и пошел вниз к 9-му дому на улице Купалы — там была квартира его жены. Буквально возле дома Толю остановил милиционер. Вместо того чтобы довести его до квартиры, милиционер начал придираться. Толя, конечно же, не смолчал. Милиционер вызвал подкрепление, Толю усадили в машину, отвезли в Ленинский РОВД. Да, Толя был, пьян, буянил, к нему применили силу. И не рассчитали. Внешне Подгайский — высокий, крепкий мужчина. Но незадолго до этого инцидента был другой. При похожих обстоятельствах Толя участвовал в драке, правда, с гражданскими лицами, и получил серьёзную черепно-мозговую травму. Знаю точно, потому что поднял на ноги всех своих знакомых врачей — возил Толю к ним, и они его спасли. Учитывая состояние после травмы, даже не сильный удар мог оказаться для него смертельным. В райотделе Толя и умер. Знаю, что милиционеры пытались отвезти его тело в вытрезвитель, в больницу, но им отвечали: мы не берем покойников.
Я звонил тогдашнему министру внутренних дел, говорю, мол, да, Толя виноват: выпил, препирался, но это не повод его убивать! Министр ответил: «А что, твой артист не умеет прямо ходить?».
— https://www.naviny.media/rubrics/culture/2012/09/08/ic_articles_117_179125

## Избранный репертуар
- «Дом мой, столица» (Е.Глебов — В.Орлов) с Натальей Гайдой
- «Если б камни могли говорить» (И.Лученок — Р.Рождественский)
- «Комсомольская юность» (И.Лученок — Н.Алтухов)
- «Мы идём по стране» (И.Лученок — В.Фирсов)
- «Песня о Минске» (И.Лученок — П.Панченко)